# James Karen
James Karen, született Jacob Karnofsky (Wilkes-Barre, Pennsylvania, 1923. november 28. – Los Angeles, Kalifornia, 2018. október 23.) amerikai színész.

## Fontosabb filmjei
- Film (1965, rövidfilm)
- Herkules New Yorkban (Hercules in New York) (1970)
- Sohasem énekeltem az apámnak (I Never Sang for My Father) (1970)
- Csodás kegyelem (I Amazing Grace) (1974)
- Az elnök emberei (All the President’s Men) (1976)
- Földi űrutazás (Capricorn One) (1977)
- Premier (Opening Night) (1977)
- Ö.K.Ö.L. (F.I.S.T.) (1978)
- Kína szindróma (The China Syndrome) (1979)
- Jazzénekes (The Jazz Singer) (1980)
- Ennyit az állásomról (Take This Job and Shove It) (1981)
- Poltergeist – Kopogó szellem (Poltergeist) (1982)
- Dallas (1982–1983, tv-sorozat, három epizódban)
- Az élőhalottak visszatérnek (The Return of the Living Dead) (1985)
- Kicsorbult tőr (Jagged Edge) (1985)
- Támadók a Marsról (Invaders from Mars) (1986)
- Bikinis őrület (Hardbodies 2) (1986)
- Billionaire Boys Club (1987, tv-film)
- Tőzsdecápák (Wall Street) (1987)
- Az élőholtak visszatérnek 2. (Return of the Living Dead Part II) (1988)
- Gyilkos magzat (The Unborn) (1991)
- Piranha (1995)
- Nixon (1995)
- A hírek szerelmesei (Up Close & Personal) (1996)
- A frontvonal mögött (Behind Enemy Lines) (1997)
- Halálos utazás (Joyride) (1997)
- Halálos sodrás (River Made to Down In) (1997)
- Az eminens (Apt Pupil) (1998)
- Girl (1998)
- Minden héten háború (Any Given Sunday) (1999)
- Tizenhárom nap – Az idegháború (Thirteen Days) (2000)
- Mulholland Drive - A sötétség útja (Mulholland Drive) (2002)
- Superman visszatér (Superman Returns) (2006)
- A boldogság nyomában (The Pursuit of Happyness) (2006)
- Dark and Stormy Night (2009)
- The Butterfly Room (2012)